# 李波 (书商)
李波（1950年—），香港人，銅鑼灣書店經營者，於銅鑼灣書店股東及員工失蹤事件失蹤。

## 生平
2014年，李波與桂民海等人合股成立的巨流傳媒集團，收購於1994年開業的銅鑼灣書店，出版、發行並銷售大量政治內幕書籍。2015年12月30日晚上7時起開始「失蹤」；其妻子於2016年1月1日下午到香港北角警署報案。自2015年10月以來，銅鑼灣書店的老闆桂民海、店長林榮基、總經理呂波及業務經理張志平等4人相繼於泰國、深圳和東莞「失蹤」。2016年1月4日，李波妻子向警方銷案，稱因收到李波的親筆傳真書函，內容指「我已採取了自己的方式返回內地，配合有關方面調查，暫時不會回來」。2016年2月29日，內地澎拜新聞及鳳凰衛視播出李波的專訪，他在片中表示，返內地是協助調查涉及他公司事務及書店股東桂民海的犯罪問題，否認自己是被綁架或被失蹤，認為是有人別有用心。2016年3月24日，李波由內地執法機關移交予香港。
2019年10月，根據向澳洲安全情報組織叛變的一名中國間諜王立强透露，王曾参与2015年10月的香港铜锣湾书店事件。当时王立强收到命令“密切关注”李波，因为李曾参与出版了一本名为《习近平和他的六个女人》的政治八卦书籍。後來有六名特工将李波从香港铜锣湾书店的书库带走，直接带往中国大陆。王则负责谈判，并执行后续任务。

## 家庭
妻子蔡嘉蘋。育有一子一女，兒子患有自閉症。妹妹李通明是香港七十年代中後期的電視藝員及電影女演員。

## 国籍争议
英國外相夏文達證實李波持有英國護照，中华人民共和国外長王毅指李波「首先是中國公民」。

## 相關影視形象
- 香港電台系列劇集《獅子山下 2018》首集「定風波」，故事改編自銅鑼灣書店店長林榮基剛從內地回港後的經歷，由吳偉碩飾演李波。

## 参看
- 銅鑼灣書店股東及員工失蹤事件